# Scottish National Gallery

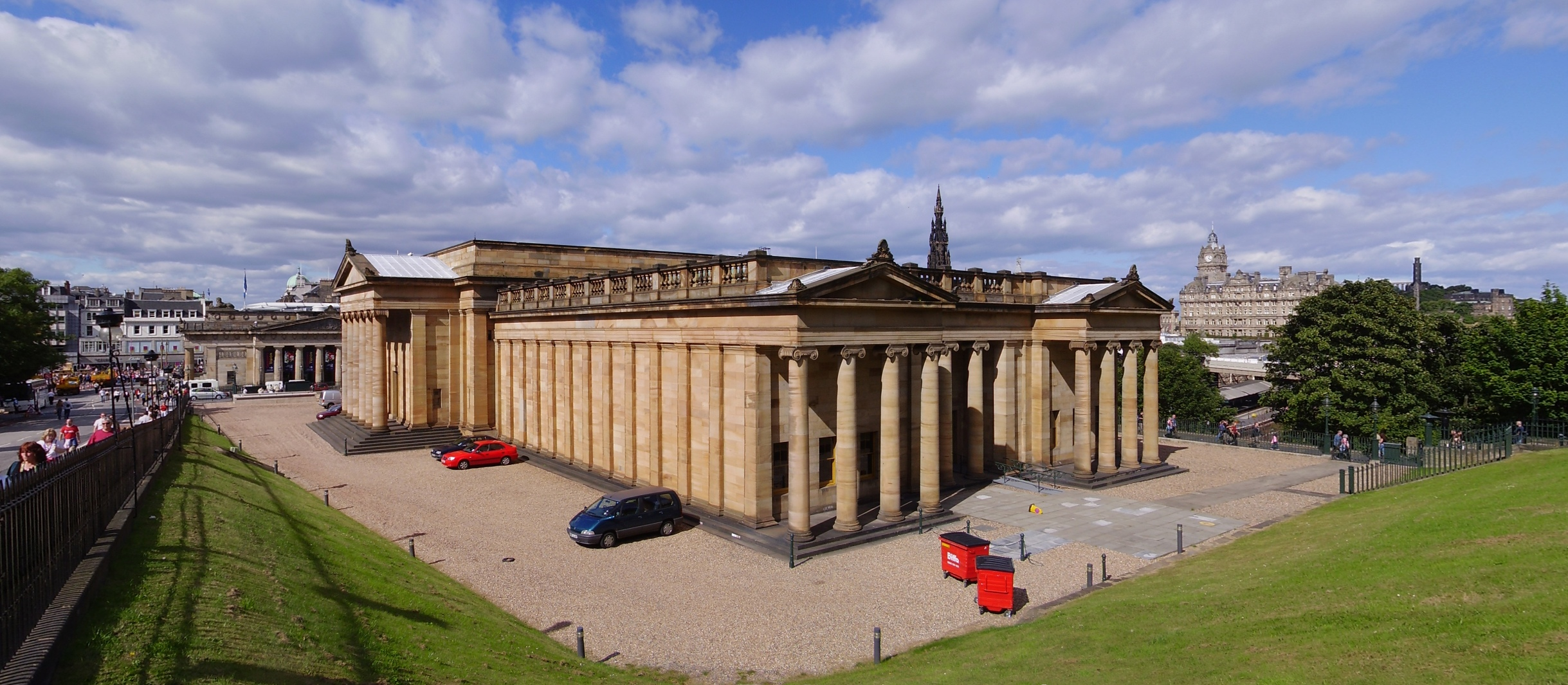
Strona południowa Scottish National Gallery, naprzeciwko budynek Royal Scottish Academy i Princes Street

Scottish National Gallery (wcześniej: National Gallery of Scotland) – galeria sztuki i muzeum w Edynburgu w Szkocji. Budynek w stylu, neoklasycystycznym znajduje się obok Royal Scottish Academy w środkowej części parku Princes Street Gardens.
National Gallery of Scotland zaprojektował William Henry Playfair, otwarcie nastąpiło w 1859. W 1912 budynek przebudowano, od tamtego czasu znajduje się tam stała kolekcja dzieł malarstwa europejskiego.
Wśród wystawionych prac, znajdują się obrazy: Chrystus w domu Marii i Marty Jana Vermeera i Alegoria Starego i Nowego Testamentu Hansa Holbeina Młodszego. Jednym elementów zbiorów Scottish National Gallery jest kolekcja dzieł związanych ze Szkocją, wśród których znajduje się obraz Edwina Landseera – The Monarch of the Glen. 